# إيفا غوستافسون
إيفا غوستافسون (بالسويدية: Eva Gustafsson)‏ هي منافسة ألعاب القوى سويدية، ولدت في 16 ديسمبر 1954.